# 레너드 페나리오
레너드 페나리오 (Leonard Pennario, 1924년 7월 9일 ~ 2008년 6월 27일)는 미국의 피아니스트이다.

## 생애
뉴욕주의 버펄로에서 태어났다. 12세 때 텍사스주 댈러스 교향악단의 정기 연주회에서 데뷔했으며 텔레폰 아워의 방송으로 유명해졌다. 미국풍의 힘찬 연주를 하며 음에 힘이 있다는 평을 듣는다. 그가 잘 연주하는 곡으로는 조지 거슈윈의 <랩소디 인 블루>, 또 리스트의 <피아노 협주곡 제1번>, <제2번>이 있다. 리하르트 슈트라우스의 <브루레스케> 연주는 특히 유명하다. 야샤 하이페츠, 그레고르 피아티고르스키와 함께 백만불의 트리오를 이끌었던 아르투르 루빈스타인의 뒤를 이어 현악의 두 거장들과 좋은 삼중주 음반도 여럿 남겼다.
20세기 작곡가 중에서 특히 미클로시 로자(Miklós Rózsa. 로저 미클로시)의 음악을 좋아하여 로자의 피아노 소나타와 피아노 협주곡, 스펠바운드 협주곡을 초연하고 녹음함은 물론이고 자주 연주하였다. 페나리오 자신이 직접 작곡한 피아노 곡으로는 <Midnight on the Cliffs>가 있다.
파킨슨병과 여러 합병증으로 인해 83세의 나이로 2008년 6월 27일 캘리포니아주 라호야에서 사망했다.